# Rhopalura metschnikowi
Rhopalura metschnikowi är en djurart som först beskrevs av Caullery och Mesnil 1901. Rhopalura metschnikowi ingår i släktet Rhopalura, och familjen Rhopaluridae. Inga underarter finns listade i Catalogue of Life.